# تپه کولا
تپه کولا مربوط به دوره اشکانیان - دوره ساسانیان است و در شهرستان میانه، بخش کندوان، دهستان گرمه شمالی، ۵ کیلومتری شمال شرقی روستای ساری قمیش واقع شده و این اثر در تاریخ ۲۷ اسفند ۱۳۸۶ با شمارهٔ ثبت ۲۲۵۸۵ به‌عنوان یکی از آثار ملی ایران به ثبت رسیده است.